# La mort i la donzella (motiu)

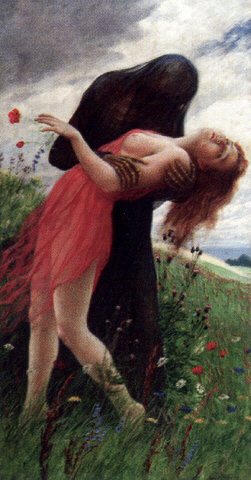
"La mort i la donzella", Adolf Hering, 1932

La mort i la donzella és un motiu, especialment comú a la pintura i la música renaixentistes i posteriorment també al romanticisme. Es basa en la contraposició de dues figures de significats antitètics: d'una banda una personificació de la mort, associada al pas del temps i la foscor, i de l'altra una dona jove amb els valors positius que té associats.
De subtext eminentment eròtic, sembla que el tema podria estar inspirat en les diverses danses macabres i representacions de la mort que van aparéixer fractalment arreu d'Europa i es van fer molt populars a l'edat mitjana.
Un exemple seria l'obra La mort i la donzella (Schubert)